# Coefficient de Pardé
Le coefficient de Pardé est un coefficient utilisé en hydrologie. Il est utilisé pour définir le régime hydrologique des cours d'eau. Maurice Pardé proposait de distinguer trois types de régimes :
- le régime simple, caractérisé par une seule alternance annuelle de hautes et de basses eaux (un maximum et un minimum mensuels au cours de l'année hydrologique) ;
- le régime mixte, comportant une double alternance annuelle ;
- le régime complexe, caractérisé par plus de deux extrema annuels.

Selon Pardé, les rivières à régime simple n'ont généralement qu'un mode d'alimentation.
Noté {\displaystyle PK}, le coefficient de Pardé est mensuel : il se définit comme le ratio du débit du mois considéré par le module (débit moyen inter annuel). C'est un nombre sans dimension.
{\displaystyle PK_{i}={\frac {MQ_{i}(mensuel)}{MQ(annuel)}}}
Avec :
- {\displaystyle MQ_{i}(mensuel)} est le débit du mois considéré ;
- {\displaystyle MQ(annuel)} est le module ;
- {\displaystyle i} est le mois considéré.

## Sources
- Maurice Pardé, Fleuves et rivières, Paris, Librairie Armand Colin, 1933
- Thomas Haller, Felix Hauser, Rolf Weingartner, Atlas hydrologique de la Suisse, Institut de géographie de l’Université de Berne, Berne, 2007.